# 大卫·加内特
大卫·加内特（David Garnett ，1892年3月9日—1981年2月17日) 是一位英国作家。和出版商。小时候，他有一件用兔皮做的斗篷，因此得到了“兔子”的绰号，一生中朋友们都知道这个绰号。

## 早年
1892年3月9日，大卫·加内特出生于英格兰南部东萨塞克斯郡布莱顿，是家中的独子。父亲爱德华·加内特（Edward Garnett）是作家、评论家和出版商，母亲康斯坦斯·克拉拉·布莱克（Constance Clara Black）是一位俄国文学的翻译家。
他的祖父作家理查德·加内特（Richard Garnett）和曾祖父文献学家理查德·加内特（Richard Garnett）都在现在的大英图书馆工作，当时属于大英博物馆的一部分。
在父亲的鼓励下，他在十一岁时获得了第一份带薪工作，绘制一幅题为“新海洋和贝维斯国家”（"NEW SEA and the BEVIS COUNTRY"）的地图，署名“D. G. fecit”，配合新版的《贝维斯》（Bevis），这是一个男孩的冒险故事，作者是理查德·杰弗里斯（Richard Jefferies）。为此，他从出版商杰拉尔德·达克沃斯那里得到了五先令，他的父亲是出版商的读者。此后，他作为一名走读生被送到一所名叫韦斯特勒姆（Westerham）的预科学校，那里距离塞恩（Cearne）五英里，他每天骑一辆缩小版的大小轮自行车（Penny farthing），戴着贝雷帽上学，这辆自行车是他叔叔阿瑟·加内特（Arthur Garnett）小时候的。因此，其他男孩给他起名“洋葱”。
1905年，加内特的母亲搬进了位于汉普斯特德的一套租来的公寓，他在那里每天乘坐马拉电车前往高尔街的大学学院公学（University College School）上学。
加内特在中学和大学的间隙，结识了当时在布里克斯顿监狱（Brixton Prison）的维纳耶克·达莫德尔·萨瓦尔卡，并策划了一次不成功的营救行动。1910年7月和8月，他在德国学习语言，然后于10月被伦敦帝国学院在南肯辛顿的皇家科学学院录取，学习动物学和植物学，老师有J·B·法默（J. B. Farmer）、亚当·塞奇威克（Adam Sedgwick）和克利福德·多贝尔（Clifford Dobell）。
作为第一次世界大战中的良心拒服兵役者，加内特与他的爱人邓肯·格兰特 在萨福克郡和萨塞克斯郡的水果农场工作。

## 作品
1919年，加内特急需资金，写了一部耸人听闻的小说，名为《可卡因的故事》（Dope Darling : A Story of Cocaine），故事发生在第一次世界大战期间，讲述一名年轻的医学生与夜总会歌手兼吸毒者克莱尔·普洛曼（Claire Plowman）之间的恋情。根据加内特的传记作者，克莱尔与贝蒂·梅（Betty May），以及莉莲·雪莱（Lilian Shelley）有着惊人的相似之处。为此，他使用了莱达·伯克（Leda Burke）的笔名。
加内特是布卢姆茨伯里派的一名杰出成员，因他的寓言奇幻小说《女人变狐狸》（Lady into Fox）而获得文学认可。小说获得1922年詹姆斯·泰特·布莱克纪念奖。1920年代，他与弗朗西斯·比雷尔（Francis Birrell）在大英博物馆附近经营一家书店。他还与弗朗西斯·梅内尔（Francis Meynell）合办了诺内什出版社（Nonesuch Press）。1955年，他写了小说《爱的观点》（Aspects of Love），后来安德鲁·劳埃德·韦伯的同名音乐剧即以此为基础改编。
1953年，加内特出版了一本回忆录《金色回声》（The Golden Echo）。随后，他以《金色回声》为题又写了两卷，副标题分别是《森林之花》（The Flowers of the Forest，1955年）和《熟悉的面孔》（The Familiar Faces，1962年） 。在这本回忆录中，加内特描述了他所涉足的英国文学界，包括布卢姆茨伯里派 。

## 个人生活
他的第一任妻子是插画家雷切尔·马歇尔（Rachel“Ray”Marshall，1891–1940），翻译家和日记作家弗朗西丝·帕特里奇（Frances Partridge）的姐姐。他和雷的木刻作品出现在加内特的一些书中，他们有两个儿子，大儿子是作家理查德·加内特（Richard Garnett ，1923-2013）。雷死于乳腺癌。
加内特是双性恋，布卢姆茨伯里派的好几个艺术家和文学家也是如此，他与弗朗西斯·比雷尔（Francis Birrell）和邓肯·格兰特都有过恋情。1918年12月25日，他出席了格兰特与瓦妮莎·贝尔的女儿安吉丽卡（Angelica）的出生仪式，瓦妮莎的丈夫克莱夫·贝尔 接受了这个女儿。不久后，他写信给一位朋友：“我想娶她。当她20岁的时候，我就46岁了—这是不是很可耻？”1942年5月8日，当安吉丽卡20多岁时，他们的确结婚了，让她的父母感到恐惧。直到很久以后，她才发现丈夫是她父亲的情人。
加内特一家住在亨廷登郡 圣艾夫斯（St Ives）附近的希尔顿大厅（Hilton Hall），大卫·加内特在那里有一个农场，农场里有一群娟珊牛 、一个果园、一个游泳池、雕塑和一个鸽子窝（dovehouse）。
他们有四个女儿：依次是阿玛丽莉丝（Amaryllis）、亨丽埃塔（Henrietta）和双胞胎尼瑞萨（Nerissa）和弗朗西丝（Frances）。最终这对夫妇分开了。阿玛丽莉丝是一位女演员，在哈罗德·品特改编的电影《幽情密使》（The Go Between，1970年）中扮演了一小部分角色。她在泰晤士河溺亡，年仅29岁。亨丽埃塔（1945-2019）嫁给了她父亲第一任妻子雷的侄子布尔戈·帕特里奇（Lytton Burgo Partridge），但在18岁时就守寡，带着一个刚出生的婴儿；她监督了大卫·加内特和邓肯·格兰特的遗产。尼瑞莎·加内特（1946–2004）是一位艺术家、陶艺家和摄影师。范妮（弗朗西丝·加内特）搬到法国，在那里她成为了一名农民。

## 晚年
与安吉丽卡分居后，加内特搬到了法国，住在卡奥尔附近蒙屈克夏利城堡（Château de Charry）的院子里，向主人乔和安吉拉·德乌维尔（Jo and Angela d'Urville）租了一所房子。加内特一直住在那里，继续写作，直到1981年去世。

## 作品
- 《女人变狐狸》（Lady into Fox），1922年
- 《爱的观点》（Aspects of Love），1955年